# Масакр у Витезу
Масакр у Витезу је ратни злочин који су починиле бошњачко-муслиманске снаге над хрватском децом током напада на Витез и градове средње Босне. Починиле су га 10. јуна 1993. године. Припадници Армије Босне и Херцеговине испалили су гранату на дечије игралиште у Витезу, при чему је погинуло 8 деце старости од 9 до 15 година, док је шесторо тешко рањено.
У Витезу, 10. јуна 1993. око 20 сати и 45 минута, долетела је граната с положаја Армије БиХ, калибра 120 мм, и пала два метра од 14-еро деце у игри на дечијем игралишту. На лицу места је погинуло петоро, а у болници од последица рањавања троје деце у доби од 9 до 15 година. Осталих шестеро деце је било тешко рањено. Разорна моћ гранате видела се по томе што су родитељи своју децу препознавали по одећи и обући. Видео снимак тог стравичног догађаја, због бруталности, није хтела објавити ниједна страна ТВ мрежа. За почињени злочин још нико није процесуиран.

## Имена погинуле деце
- Сања Гарић (1975)[5]
- Милан Гарић (1981), брат Сање Гарић[5]
- Драган Рамљак (1978)[5]
- Дражен Чечура (1978)[5]
- Борис Античевић (1983)[5]
- Сања Крижановић (1978)[5]
- Аугустина Гребенар (1984)[5]
- Велимир Гребенар (1981), брат Аугустине Гребенар[5]

Контроверзна је чињеница да су се погинула деца иначе свакодневно играла с муслиманском децом, која се на дан масакра нису дошла играти. Стога се сумња, да су била упозорена на вероватно испланирани напад.